# تريغلاف
تريغلاف هو أعلى قمة في سلوفينيا، وتبلغ 2864 متر فوق سطح البحر، وتعتبر القمة من القمم الأعلى في سلسلة جبال الألب. وتسمى بالقمة ذات الرؤوس الثلاث كما يراها السكان السلوفينيين. وهو مركز حديقة تريغلاف الوطنية، كما أنه مُصمم في شعار النبالة للدولة.